# Бандуншка конференција
Конференција у Бандунгу је међународна конференција одржана од 18. до 24. априла 1955. године у граду Бандунгу у Индонезији. На конференцији је учествовало 29 држава из Африке и Азије. Поједини аутори сматрају да је ова конференција била први корак у настајању Покрета несврстаних.
На конференцији је усвојено завршно саопштење и донете су резолуције које су се односиле на разоружање, борбу против колонијализма, економску сарадњу држава Африке и Азије и самоопредељење народа.
Конференција је одржана на инцијативу председника Влада Бурме, Цејлона, Индије, Индонезије и Пакистана. Званични назив је био Азијско-афричка конференција, али познатија као Бандуншка конференција. Присутан је био и Макарије III у име колонијалног Кипра, али није поптисао завршно саопштење.